# Ольдеєво
Ольде́єво (рос. Ольдеево, чув. Ольтикасси) — присілок у складі Новочебоксарського міського округу Чувашії, Росія.
Населення — 295 осіб (2010; 353 у 2002).
Національний склад:
- чуваші — 79 %